# Пинаев, Виктор Семёнович
Виктор Семёнович Пинаев (24.08.1932 — 06.12.2002) — российский учёный, физик-ядерщик (теоретическая физика), лауреат Ленинской премии.
Окончил Томский политехнический институт, физико-технический факультет (обучение 1950-1956).
С апреля 1956 года работал во Всесоюзном научно-исследовательском институте экспериментальной физики (Арзамас — 16, ныне город Саров), главный научный сотрудник. Последняя должность — научный руководитель теоретического отдела.
Доктор физико-математических наук.
Лауреат Ленинской премии (1967). Награждён орденом Трудового Красного Знамени.